# Varvàrovka (Krasnodar)
|  | Per a altres significats, vegeu «Varvàrovka». |

Varvàrovka - Варваровка (rus) és un poble del krai de Krasnodar, a Rússia. És a 6 km al sud-est d'Anapa i a 128 km a l'oest de Krasnodar.
Pertany al possiólok de Supsekh.